# توماس فوريستر
توماس فوريستر (بالإنجليزية: Thomas Forrester)‏ (16 مايو 1838 – 25 مارس 1907) هو رسام ومهندس نيوزيلندي. ولد في غلاسكو، لاناركشاير، اسكتلندا في 16 مايو 1838.  في عام 1865 كان مشرف المبنى في معرض نيوزيلندا .